# Creedmoor
Pour les articles homonymes, voir Creedmoor (homonymie).
Creedmoor est une ville américaine située dans le comté de Granville dans l'État de Caroline du Nord. En 2010, sa population était de 4 124 habitants.

## Démographie
| 1910 | 1920 | 1930 | 1940 | 1950 | 1960 |
| ---- | ---- | ---- | ---- | ---- | ---- |
| 324  | 392  | 388  | 640  | 852  | 862  |

| 1970  | 1980  | 1990  | 2000  | 2010  | - |
| ----- | ----- | ----- | ----- | ----- | - |
| 1 405 | 1 641 | 1 504 | 2 232 | 4 124 | - |

## Source de la traduction
- (en) Cet article est partiellement ou en totalité issu de l’article de Wikipédia en anglais intitulé « Creedmoor, North Carolina » (voir la liste des auteurs).